# Jacques Perrier (basket-ball)
Pour les articles homonymes, voir Jacques Perrier (homonymie) et Perrier.
Jacques Perrier, né le 12 octobre 1924 à Bagnolet (Seine) et mort le 23 juin 2015 à Gassin (Var), est un joueur et entraîneur français de basket-ball, évoluant au poste d'arrière.

## Biographie
En club, Perrier évolue sous les couleurs des Hirondelles des Coutures, un patronage paroissial catholique de Bagnolet affilié à la Fédération sportive de France (FSF). Il est champion de France militaire en 1947.
Il participe avec l'équipe de France de basket-ball aux Championnats d'Europe 1946 et 1947, terminant respectivement aux quatrième et cinquième places. En 1948, Perrier remporte la médaille d'argent aux Jeux olympiques d'été à Londres puis termine sixième du Championnat du monde de basket-ball masculin 1950. Il joue à cinquante reprises pour l'équipe de France entre 1946 et 1952, marquant 354 points : première sélection le 21 janvier 1946 à Prague contre la Tchécoslovaquie, dernière sélection le 3 décembre 1952 à Paris contre la Belgique.
Il devient ensuite entraîneur national de la FSF de 1947 à 1956 et entraîneur de l'Hirondelle des Coutures et du Clermont UC. Il remporte le championnat de France de l'Union française des œuvres laïques d’éducation physique (UFOLEP) en 1963. Chevalier de l'Ordre national du Mérite le 12 mai 1999, il est élu à l'Académie du basket-ball français en 2006 avant de recevoir la médaille Robert Busnel, plus haute distinction de la Fédération française de basketball (FFBB).
Il meurt le 23 juin 2015.

## Palmarès

### Club
- Champion de France militaire en 1947 (en tant que joueur) ;
- Champion de France UFOLEP en 1963 (en tant qu'entraîneur).

### Équipe de France
- 50 sélections entre 1946 et 1952 ;
- Jeux olympiques d'été ;
- médaille d'argent aux Jeux olympiques 1948 à Londres.

### Distinctions
- Médaille d'or de la FFBB en 1949[3] ;
- Médaille de bronze de la jeunesse et des sports en 1949 ;
- Chevalier de l'ordre national du Mérite le 12 mai 1999 ;
- Membre de l'Académie du basket-ball français en 2006 ;
- Médaille Robert Busnel en 2008.

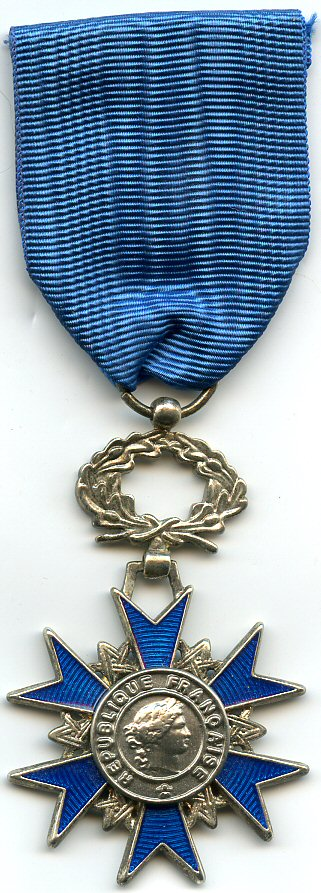
médaille de chevalier de l'ordre national du Mérite
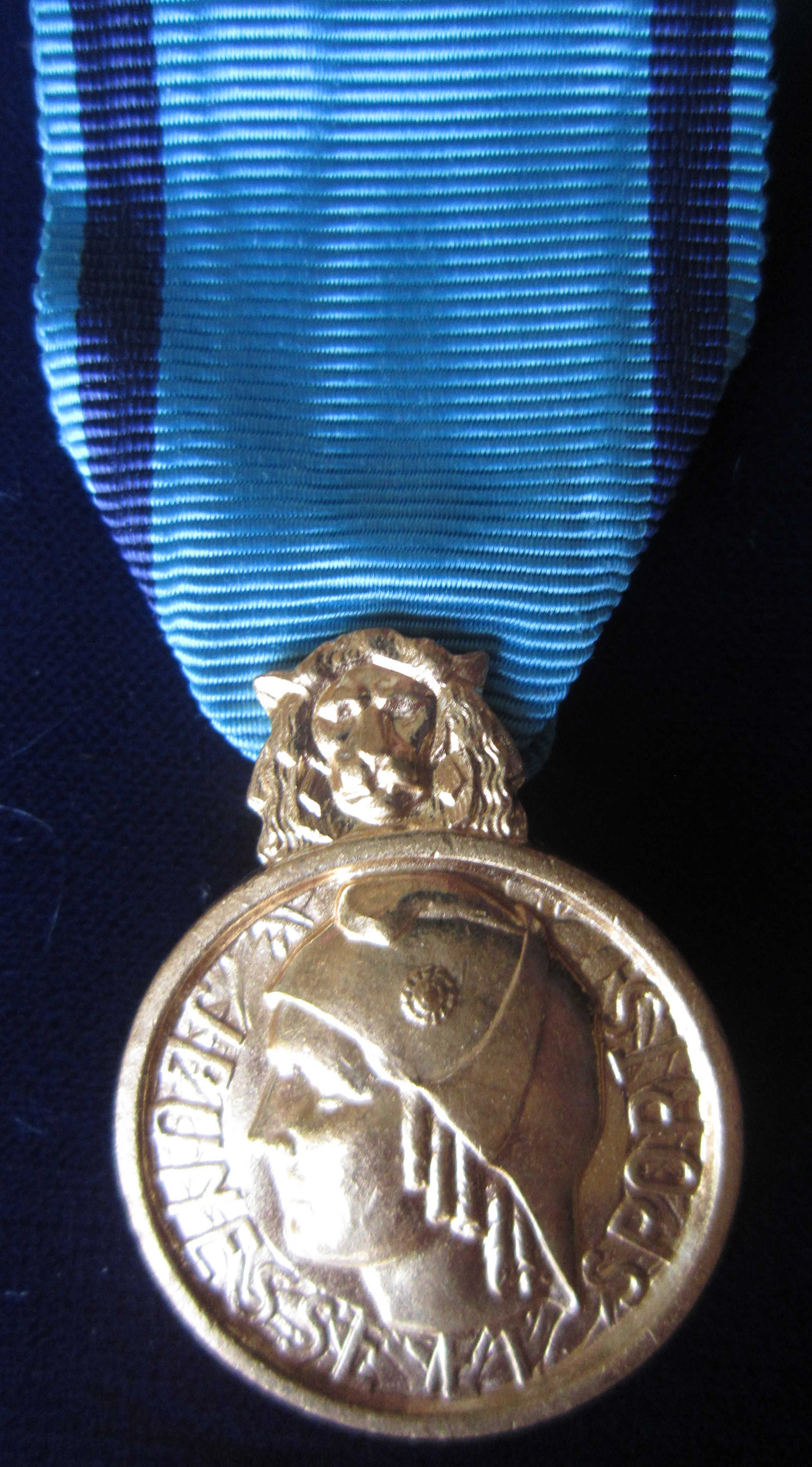
Médaille de bronze de la jeunesse et des sports